# Miltogramma pritykinae
Miltogramma pritykinae är en tvåvingeart som beskrevs av Yu. G. Verves 1982. Miltogramma pritykinae ingår i släktet Miltogramma och familjen köttflugor. Inga underarter finns listade i Catalogue of Life.